# Aachenski mir (1748.)
Aachenski mir 1748. godine, sklopljen je poslije Austrijskog nasljednog rata između Austrije, Engleske, Nizozemske i Sardinije s jedne, a Francuske i Španjolske s druge strane.

## Povijest
Francuska i Španjolska priznale su 18. listopada 1748. pragmatičku sankciju Karla VI., Francuska vrati sardinskom kralju Nizzu i Savoju, a Austrija ustupi španjolskom infantu Filipu Parmu, Piacenzu i Guastallu osim još nekih drugih uzajamnih manjih ustupaka i koncesija.